# 2110 Moore-Sitterly
2110 Moore-Sitterly este un asteroid din centura principală, descoperit pe 7 septembrie 1962, de Goethe Link Obs..